# Les Corts (estádio)
Camp de les Corts, ou simplesmente Les Corts foi o segundo estádio do FC Barcelona, anterior ao atual Camp Nou, e posterior ao Camp del Carrer Indústria.
O estádio ficou conhecido como A Catedral do Futebol. A princípio, o local comportaria 30 mil pessoas, mas, posteriormente, essa capacidade foi dobrada.
No dia 13 de Maio de 1923, o estádio sediou a final da Copa do Rei da Espanha (jogo: Athletic Bilbao x CE Europa), e no dia 21 de Dezembro de 1924, ele foi palco do jogo Espanha x Áustria.
A inauguração datou-se do dia 20 de maio de 1922 (partida entre FC Barcelona x St. Mirren), e foi demolido no dia 2 de Fevereiro de 1966.
Uma das últimas partidas do Barça no seu antigo estádio foi a goleada sofrida para o Vasco por 7 a 2 (23 de Junho de 1957).

## Ligações externas

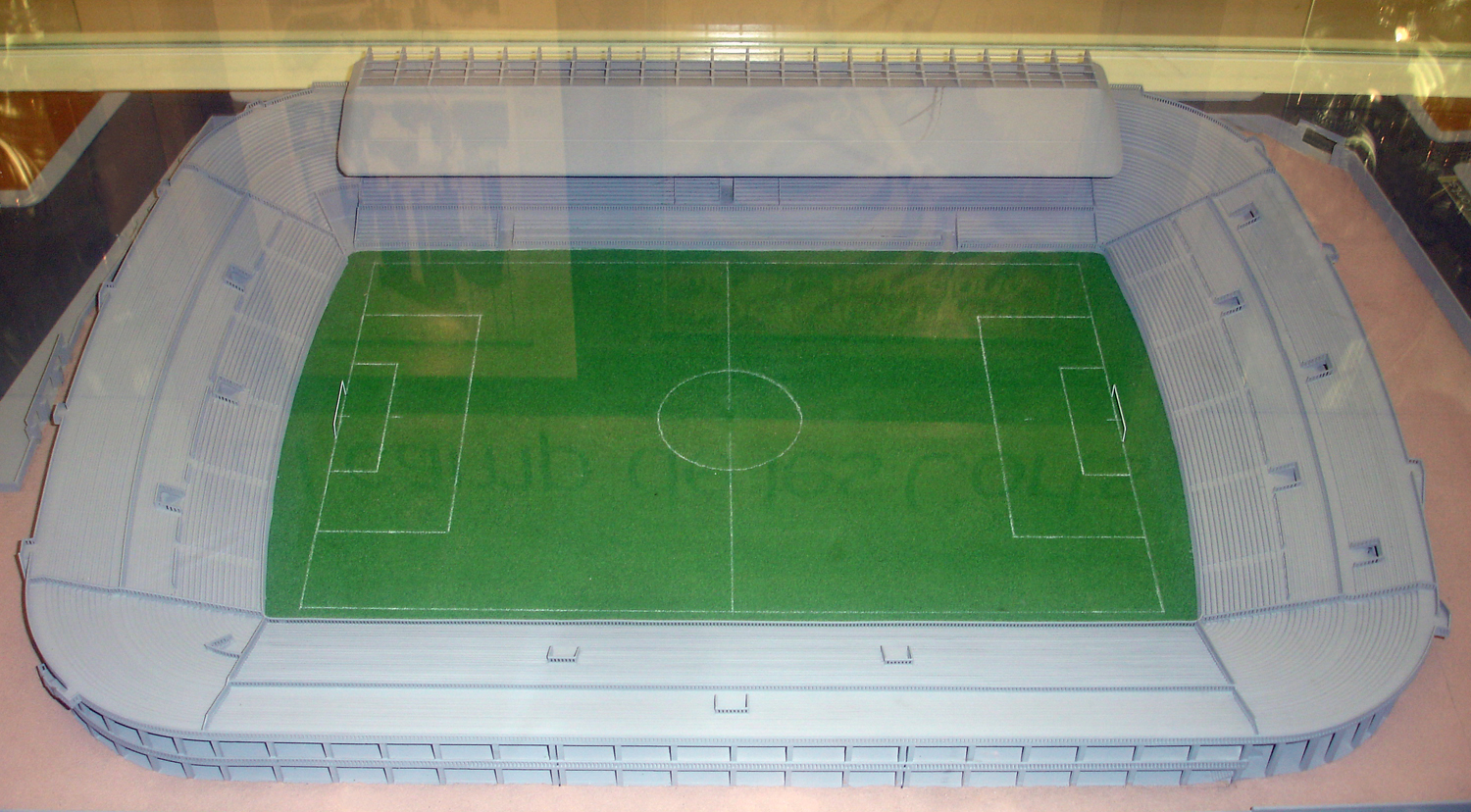
Maquete do Campo Les Corts, em exibição no Museu de Futebol do Barcelona.